# Karl Hermann Frank
Karl Hermann Frank (Karlsbad, 24 januari 1898 – Praag, 22 mei 1946) was een prominent Sudeten-Duits nationaalsocialist voor de Tweede Wereldoorlog en een SS-Obergruppenführer (luitenant-generaal) en Generaal in de Waffen-SS en politie tijdens de Tweede Wereldoorlog. Hij was ook parlementslid voor de NSDAP in de Rijksdag.

## Voor de Tweede Wereldoorlog
Na zijn middelbareschoolopleiding studeerde Frank een jaar rechten aan de Duitstalige Karl-Ferdinands Universiteit in Praag. Deze opleiding sloot hij niet af. Hij ging in dienst in het leger van Oostenrijk-Hongarije tegen het einde van de Eerste Wereldoorlog. Toen de Duitstalige gebieden van Bohemen in 1919 tegen de zin van de bevolking deel waren geworden van Tsjechoslowakije werd Frank lid van de net opgerichte Deutsche Nationalsozialistische Arbeiterpartei (DNSAP) in Bohemen en opende een boekhandel, van waaruit hij propaganda maakte voor deze beweging. Deze partij hief zichzelf in 1933 op in verband met een dreigend verbod door de Tsjechoslowaakse autoriteiten. Frank was betrokken bij de oprichting van het Sudetendeutsche Heimatfront die de DNSAP opvolgde. In 1935 wijzigde de naam van het Heimatfront in Sudetendeutsche Partei en werd Frank vicevoorzitter. Tevens werd hij in het Tsjechoslowaakse parlement gekozen.

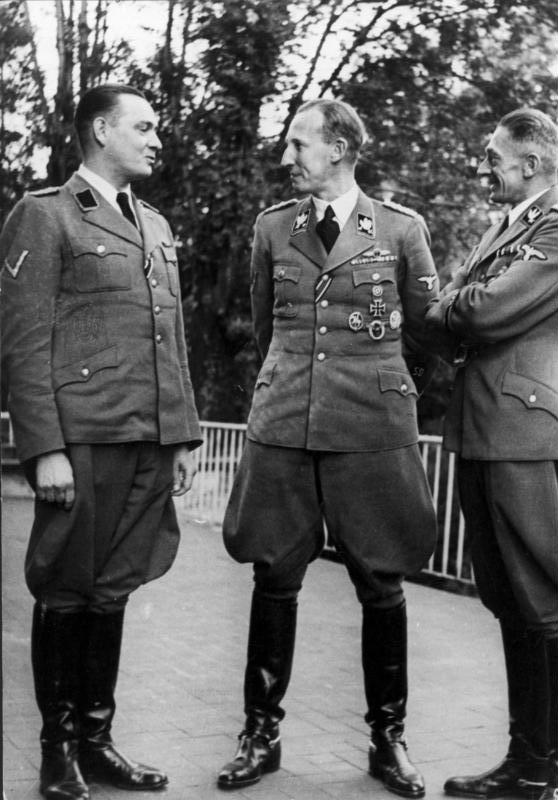
Heydrich (midden) en Frank (rechts)

Na de annexatie van Sudetenland door nazi-Duitsland in oktober 1938 werd Frank plaatsvervangend Gauleiter van het Sudetenland. Heinrich Himmler bevorderde Frank in november 1938 tot SS-Brigadeführer.

## Tweede Wereldoorlog
In 1939 werd Frank tot SS-Gruppenführer bevorderd en aangesteld als Höherer SS- und Polizeiführer en staatssecretaris van het Protectoraat Bohemen en Moravië onder Reichsprotektor Konstantin von Neurath. Net als Rauter in Nederland had Frank in het protectoraat een grote macht. Deze werd bepaald door zijn grote kennis van Tsjechische aangelegenheden en de steun van Himmler. Toen Von Neurath in september 1941 het veld moest ruimen werd Frank echter gepasseerd en werd Reinhard Heydrich als opvolger van Von Neurath benoemd. De samenwerking tussen Frank en Heydrich was vanuit Duits oogpunt een succes.
Na de aanslag op Heydrich in juni 1942 werd Frank wederom gepasseerd en werd Kurt Daluege rijksprotector. Uit wraak voor de aanslag op Heydrich werden onder verantwoording van Frank en Daluege de Tsjechische plaatsen Lidice en Ležáky verwoest en de bevolking van deze plaatsen voor een groot deel vermoord.
In augustus 1942 werd Frank benoemd tot Minister van Staat en Rijksminister van Bohemen en Moravië. In juni 1943 werd hij bevorderd tot SS-Obergruppenführer und General der Waffen-SS und der Polizei.
Op 30 april en 1 mei 1945 maakte Frank bekend dat iedere opstand zou eindigen in een zee van bloed. Hij hield woord. Van 5 mei tot 8 mei kwam Praag in opstand, hetgeen resulteerde in 3000 doden. Op 9 mei 1945 arriveerde het Rode Leger en werd de Duitse bezetting beëindigd.
Op 9 mei gaf Frank zich in Pilsen over aan het Amerikaanse leger. Hij werd uitgeleverd aan Tsjechoslowakije en in maart en april 1946 berecht. Onder andere vanwege zijn aandeel in de verwoesting van Lidice werd Frank ter dood veroordeeld. Op 22 mei 1946 werd hij voor 5000 toeschouwers op de binnenplaats van de Pankrác-gevangenis in Praag opgehangen.

## Familie[3]
Frank was twee keer getrouwd. Op 21 januari 1925 met Anna Müller. Het echtpaar scheidde op 17 februari 1940. Frank hertrouwde op 14 april 1940 met Karola Blaschek. Het echtpaar kreeg een zoon (20 augustus 1942) en twee dochters (16 augustus 1941) en (8 maart 1944).

## Carrière
Frank bekleedde verschillende rangen in zowel de Allgemeine-SS als Waffen-SS. De volgende tabel laat zien dat de bevorderingen niet synchroon liepen.
| Datums                                        | Oostenrijks-Hongaars leger | Allgemeine-SS        | Politie                       | Waffen-SS                | NSDAP                      | Kabinet-Hitler |
| --------------------------------------------- | -------------------------- | -------------------- | ----------------------------- | ------------------------ | -------------------------- | -------------- |
| 1916                                          | Kriegsfreiwilliger         | —                    | —                             | —                        | —                          | —              |
| 1 november 1938                               | —                          | SS-Mann              | —                             | —                        | —                          | —              |
| 30 januari 1939 (met RDA van 1 november 1938) | —                          | SS-Brigadeführer     | —                             | —                        | —                          | —              |
| 4 november 1938                               | —                          | —                    | —                             | —                        | Stellvetretender Gauleiter | —              |
| 18 maart 1939                                 | —                          | —                    | —                             | —                        | —                          | Staatssekretär |
| 24 januari 1940 (met RDA van 9 november 1939) | —                          | SS-Gruppenführer     | —                             | —                        | —                          | —              |
| 1 juli 1942 m.d.U.d.)                         | —                          | —                    | Generalleutnant in de politie | —                        | —                          | —              |
| 21 juni 1943 (m.d.U.d.)                       | —                          | SS-Obergruppenführer | Generaal in de politie        | —                        | —                          | —              |
| 20 augustus 1943                              | —                          | —                    | —                             | —                        | —                          | Staatsminister |
| 20 juni 1944 (met ingang van 1 juli 1944)     | —                          | —                    | —                             | Generaal in de Waffen-SS | —                          | —              |

- (m.d.U.d.) mit der Uniform des = vrije vertaling: hij was bevoegd het uniform van een .... te dragen.

## Lidmaatschapsnummers
- NSDAP-nr.: 6 600 002[13] (lid geworden 1 november 1938[4][10])
- SS-nr.: 310 466 (lid geworden 1 november 1938[4][10][13])

## Decoraties
Selectie:
- Ridderkruis van het Kruis voor Oorlogsverdienste met Zwaarden op 1 mei 1945[4][15][16]
- Kruis voor Oorlogsverdienste, 1e Klasse  en 2e Klasse (beide 1942) met Zwaarden[4][13][15][16][17]
- Gouden Ereteken van de NSDAP[13][15][17] op 30 januari 1939[4][16][12]
- Gouden Ereteken van de Hitlerjugend[13][17] op 15 maart 1939[4][16][12]
- Sudetenlandmedaille[4][16]
- Grootkruis in de Orde van het Slowaaks Kruis op 4 maart 1943[4][15][16]
- Grootkruis in de Orde van Verdienste op 2 februari 1942[4]